# 鲍里斯·沃雷诺夫
鲍里斯·瓦连京诺维奇·沃雷诺夫（俄语：Борис Валентинович Волынов，羅馬化：Boris Valentinovich Volynov，1934年12月18日—）是苏联宇航员，两次执行联盟号载人航天任务。他是第一位成功前往太空的犹太裔，位于朱迪斯·蕾斯尼克之前。

## 生平

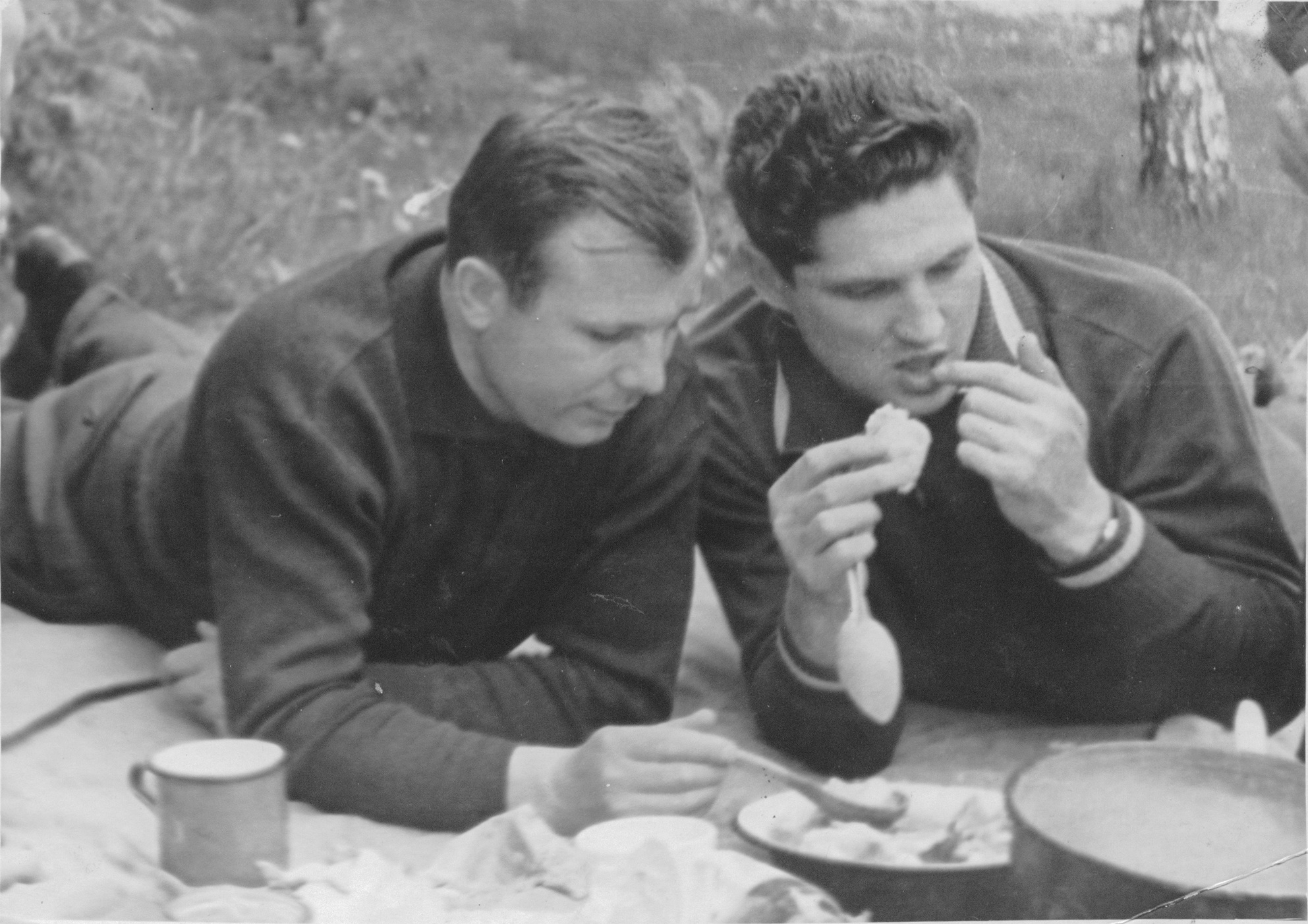
在多爾戈普魯德內一次野餐活动中的加加林（左）与沃雷诺夫（右）

1934年12月18日出生于伊爾庫茨克，母亲是犹太人。后随家人迁居，在科麦罗沃州的普羅科皮耶夫斯克完成了中学学业。1953年开始在哈萨克斯坦加盟国的巴甫洛達爾接受基础飞行员训练，1955年毕业于新西伯利亚的一个航空学校。1960年3月入选测试宇航员队伍。1961年9月至1968年1月，他在茹科夫斯基空军工程学院学习，获得飞行工程师资格。1969年和1976年执行太空任务。1982年退役，在加加林宇航员培训中心作为高级管理人员工作了8年。1990年由于年龄原因退休。上校军衔。2006年6月访问美国肯尼迪航天中心。

## 生涯

### 上升计划
沃雷诺夫最开始是1964年上升1号发射计划的指令长（领航员）人选之一。但是在予定发射日前3天，他和组员受了外伤。他的位置被科马洛夫替代。航天项目负责人科罗廖夫得知后感到非常愤怒。赫魯曉夫说：“别把事情搞乱了，这不值得！”
在失去第一次飞行任务的机会后，他又接受了一年的上升3号训练。它最初与卡特斯一同训练，但后来克格勃发现卡特斯的父亲在大清洗中被斯大林处决，卡特斯因此退出宇航员队伍。沃雷诺夫后来的搭档是戈爾巴特科和绍宁。1966年1月14日科罗廖夫去世后，继任者米申取消了这项任务，并打算专注于联盟计划。

### 联盟计划
联盟5号
联盟5号于1969年1月15日发射，乘组人员为沃雷诺夫、叶利谢耶夫和赫鲁诺夫。1月16日，沙塔洛夫乘坐的联盟4号飞船升空，与联盟5号飞船对接成功，共对接了4小时35分钟。对接完成后，叶利谢耶夫和赫鲁诺夫经过1小时的舱外活动，转移到联盟4号。这是世界上第一次两艘载人飞船之间的对接。
沃雷诺夫一人在联盟5号又待了一天多。1月18日，在他按照计划准备返回地球大气层的时候，发生了意外。由于爆炸螺栓失灵，设备舱与返回舱脱离失败。当时还没有任何隔热设施，舱体在与大气层摩擦的高温下起火。沃雷诺夫失去了控制权，返回舱下降得越来越快，他只能等待下降自动定位系统恢复正常。幸运的是系统重新工作，但降落伞未完全打开，舱体最终在地面硬着陆。沃雷诺夫多处摔伤，掉了几颗牙齿。
联盟21号

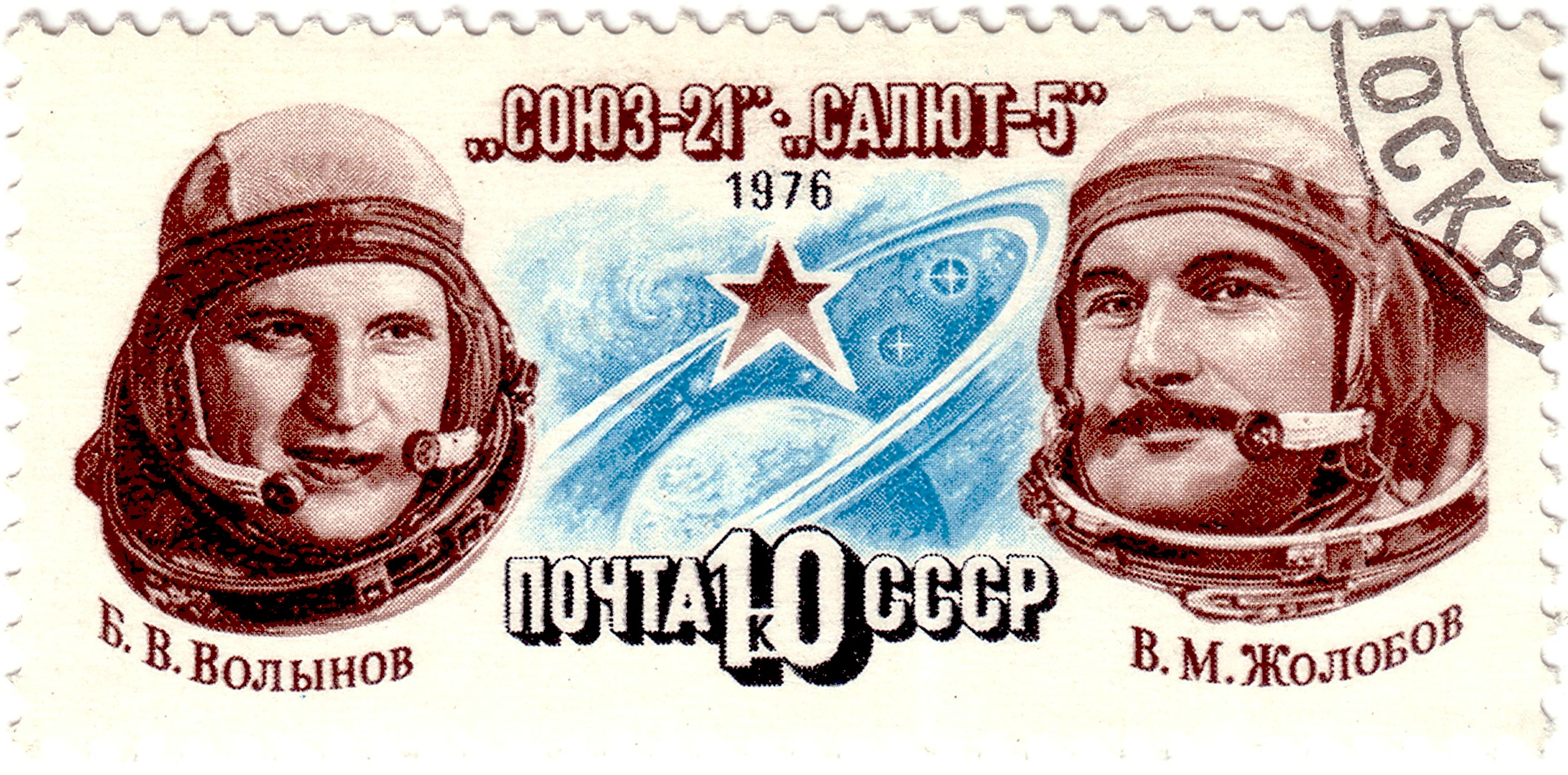
1976年苏联邮票：沃雷诺夫（左）与若洛博夫（右）

1976年7月6日与若洛博夫乘坐联盟21号升空，与礼炮5号空间站对接，8月24日返回地面，任务持续时间为49天6小时23分。任务期间，队友若洛博夫出现了健康状况不佳的情况，他们被迫提前结束任务。
生涯统计
| # | 发射载具 | 发射时间（UTC）      | 着陆载具 | 着陆时间（UTC）       | 时长总计      | 舱外活动次数 | 舱外活动时长 |
| - | -------- | -------------------- | -------- | --------------------- | ------------- | ------------ | ------------ |
| 1 | 联盟5号  | 1969年1月15日7时04分 | 联盟5号  | 1969年1月18日7时59分  | 3天0小时54分  | 0            | 0            |
| 2 | 联盟21号 | 1976年7月6日12时08分 | 联盟21号 | 1976年8月24日18时32分 | 49天6小时23分 | 0            | 0            |
|   |          |                      |          |                       | 52天7小时17分 | 0            | 0            |

他在联盟5号任务中的惊险场面被拍成纪录片，2005年在俄罗斯电视台第一頻道首播。

## 荣誉
俄罗斯联邦
- 四级祖国功勋勋章（2000年3月2日）
- 友谊勋章（2011年4月12日）

苏联

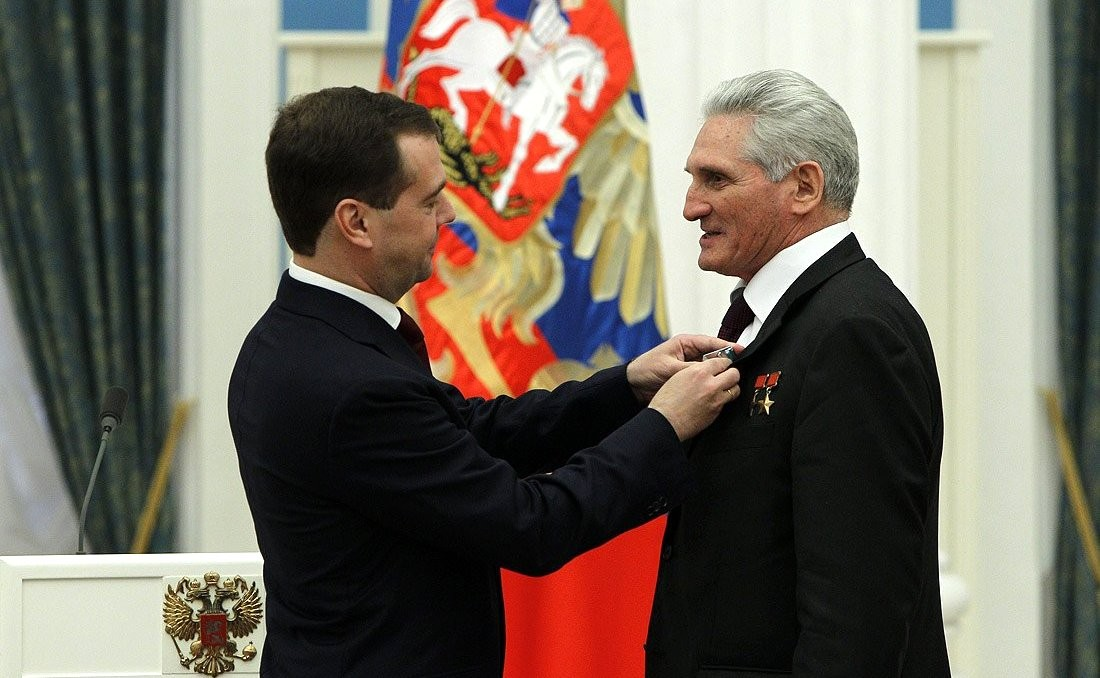
2011年4月12日（载人空间飞行国际日），俄罗斯总统梅德韦杰夫授予沃雷诺夫友谊勋章

- 两次蘇聯英雄荣誉称号、金星奖章及列寧勳章（1969年，1976年）[3]
- 苏联宇航员荣誉称号
- 红星勋章（1961年）[3]
- 三级在蘇聯武裝力量中為祖國服務勳章（1990年）
- 拜科努爾荣誉市民（1976年）[13]

## 家庭
他的妻子是塔玛拉·萨韦诺娃，生于1935年，拥有冶金学博士学位，是紐約科學院院士。他们有两个孩子：儿子安德烈（1958年生），女儿塔季娅娜（1965年生）。